# Caronte (DC Comics)
Caronte o Carón (Charon en inglés) es un personaje de DC Comics basado en Caronte de la mitología griega, es el barquero de Hades, el encargado de guiar las almas errantes de los muertos recientes de un lado a otro del río Styx/Estigia, para pasar lo único que se necesita es una moneda ya sea para llevar el alma de los muertos o para trasportar el alma de un vivo, como se ven en la Liga de la Justicia Ilimitada cuando este trae el alma de Medusa que se encontraba prisionera en el Tártaro.
Su posición lo ha puesto en contacto con muchos superhéroes y Villanos como Superman, Batman Mujer Maravilla, Wotan o dioses como Zeus, Temis, Hércules y Circe. Caronte fue adaptado por primera vez a DC Comics por Gardner Fox y Howard Sherman en More Fun Comics # 56. (1940), aunque  sus apariciones más frecuentes son en los cómics de Mujer Maravilla.

## Biografía del personaje ficticio
Caronte pide a sus pasajeros muertos monedas como forma de pago para transportarlos, pero él ha hecho excepciones: por piedad, cuando ha sido derrotado por un enemigo más fuerte, o cuando los vivos le pagaban. Cuando Orfeo el Bardo vino a pedir la resurrección de su esposa muerta Eurídice, Caronte aceptó dejarlo pasar por el precio del muérdago fresco.

## Historia
Caronte ha aparecido regularmente, aunque brevemente a veces, en numerosas formas, típicamente cumpliendo su papel como barquero de los muertos.

### Pre-Crisis
Antes de Crisis on Infinite Earths fue visto custodiando las puertas del Inframundo, cuando el mortal Steve Trevor vino a rescatar a Sofía Constantinas. Golpeó a Caronte en el río Styx para poder escapar.
Caronte era sobre todo inactivo porque el número de adoradores muertos de los dioses olímpicos había disminuido. En ese momento, permitió que Quirón el Centauro cruzara el río Styx hasta Hades, ya que Quirón era demasiado grande para caber en su barco. Caronte también transportó a los que vinieron en busca de Quirón, Arak, la Mano Roja y Satyricus, su compañero Satyricus, a Hades y de regreso después de que fallaron en rescatar a Quirón. (Quirón parece haber cambiado de opinión y regresar al mundo de los vivos antes de que fuera tarde).

### Post-Crisis
Durante la Post-crisis, Caronte seguía siendo el transbordador del Inframundo y fue él quien llevó las Dioses del Olimpo al vientre de Gea, la Caverna de las Almas. Aquí las Diosas usaron las almas dentro para crear la raza Amazona. También fue llamado a dirigir el Gran Arca en el olvido con los dioses, si su guerrero de elección, Mujer Maravilla, no podía detener al dios loco Ares.

### Guerra de los Dioses
Fue visto de nuevo durante la Guerra de los Dioses, donde se volvió contra la diosa Harmonía y luego tratando de impedir que Hércules entrara en el Inframundo. Como resultado fue destruido por el semidiós.
Durante la Guerra de los Dioses Caronte luchó y fue superado por muchos miembros Metahumanos, entre ellos la Mujer Maravilla, Kid Eternity, Batman, Etrigan, el ejército de Ciudad Gorila, Timothy Hunter, Aquaman, Harley Quinn, Lyta Hall, Human Defense Corps y Lobo. Los dioses romanos intentaron reemplazar a sus homólogos griegos, y Caronte fue una de las víctimas. No está claro si Caronte fue resucitado o si el Caronte Romano tomó su lugar. Recientemente, los dioses romanos, originalmente avatares de los dioses griegos que desarrollaron mentes propias, se fusionaron con sus contrapartes griegas una vez más. En resumen, es posible que Caronte haya sido asesinado y reemplazado. Y luego se fusionó de nuevo con su contraparte romana.

## Algunas de sus apariciones en cómics
La siguiente son algunas de las apariciones más relevantes en los cómics que ha hecho Caronte durante su creación en 1940 hasta la actualidad:
- More Fun Comics #56/6 (junio 1940)
- Arak, Son of Thunder #12 (agosto de 1982): "Yawn Wide, Ye Gates of Hades"
- Wonder Woman Vol. 1 #317 (julio de 1984): "Amazons"
- Wonder Woman Vol. 2 #1 (febrero de 1987): "The Princess and the Power!"
- Wonder Woman Vol. 2 #5 (junio de 1987): "The Ares Assault"
- Secret Origins #24 (marzo de 1988): "Starring Dr. Fate & Blue Devil"
- Sandman Special #1 (1991): "The Song of Orpheus"
- Kid Eternity Vol. 2 #2 (abril de 1991)
- War of the Gods #1 (septiembre de 1991): "Hellfire's Web"
- War of the Gods #4 (diciembre de 1991): "In the Beginning... There Was the End"
- Demon Vol. 3 #34 (abril de 1993): "The Eternity Quest Part 4: Big Fights In Hell!"
- The Spectre #31 (julio de 1995): "Desecration, Epilogue: Matters of Faith" War of the Gods"
- Batman/Demon (1996)
- Books of Magic Vol. 2 #45 (febrero de 1998): "Slave of Heavens Part 1: The Veil"
- The Girl Who Would Be Death #2 (enero de 1998): "Act 2"
- Aquaman Vol. 5 #46 (julio de 1998): "Fish Tartarus"
- Wonder Woman Annual Vol. 2 #8 (1999): "The Thin Gold Line"
- Harley Quinn #21 (agosto de 2002): "Hell and Highwater!"
- Sandman Presents: The Furies (2002): "The Furies"
- Human Defense Corps #4 (octubre de 2003): "The Midnight Hour"
- Wonder Woman Vol. 2 #215 (junio de 2005): "The Bronze Doors Part One"
- The Annotated Sandman vol. 03 (2011)
- Wonder Woman: Her Greatest Battles (2017): "Wonder Woman: Her Greatest Battles"[10][11]

## Poderes y habilidades
No se sabe si Caronte posee poderes especiales aparte de la inmortalidad y la resistencia. Ha sido asesinado o resistido fuerza letal varias veces, solo para regenerarse momentos después. Caronte está siempre listo para servir, no necesitando ni reposo ni sustento, parecería. Su apariencia parece variar en función de la creencia y la personalidad del espectador. En sus diversos aspectos, ha aparecido como un anciano, una figura encapuchada misteriosa, un cadáver podrido y un esqueleto
Normalmente desarmado, Caronte ha utilizado en algunas raras ocasiones una guadaña para evitar que la gente cruce el río Styx sin permiso. La guadaña es lo suficientemente afilada como para cortar algo a la mitad. Trabajando en la oscuridad del inframundo, Caronte es ciego o por lo menos visualmente impedido. Se le ha observado que tiene por lo menos un asistente y que a menudo recibe una orden de trabajo diario de los oráculos.

## Apariciones en otros medios

### Televisión
Caronte aparece en la serie animada Liga de la Justicia Ilimitada en el episodio "Esta Cerdita" sin ninguna línea de diálogo, cuando la hechicera Circe transforma a la Mujer Maravilla en un cerdo como venganza contra la madre de Diana la reina Hippolyta. Batman y Zatanna trabajan juntos para regresarla a la normalidad pidiendo ayuda incluso a Medusa ya que ellas eran compañeras de celda mientras estaban encarceladas en el Tártaro, por lo que Caronte trasporta el alma de Medusa del Tártaro al mundo de los vivos donde es interrogada por Batman y Temis. Al finalizar el interrogatorio Caronte pide se cumpla un pago por trasportar a Medusa.